# Baumwerder (Tegeler See)
Baumwerder ist eine Insel im zum Berliner Bezirk Reinickendorf gehörenden Tegeler See. Sie liegt südlich der Insel Scharfenberg, hat einen Durchmesser von ca. 300 Metern und weist eine Fläche von 52.361 m² auf.

## Geschichte
Im Jahr 1777 gingen die Inseln Scharfenberg und Baumwerder in den Besitz der Familie von Humboldt über. 1867 kaufte der Botaniker Carl August Bolle die Inseln. Die Erben Bolles verkauften die Inseln Scharfenberg und Baumwerder 1909 an die Stadt Berlin, die sie von den Wasserwerken zur Trinkwassergewinnung nutzen ließ. Seit 1943 dient Baumwerder mit seinen Tiefbrunnen und einer Anreicherungsanlage nur noch der Wasserversorgung, ist unbewohnt und nicht zugänglich.

## Naturschutz
Die Insel ist Teil des 1960 gebildeten Landschaftsschutzgebietes LSG-2C Inseln im Tegeler See. Ihre Nutzung unterliegt dadurch erheblichen Einschränkungen und bedarf zum Teil, wie beispielsweise bei Uferausbauten und bei der Anlage von Bootsstegen, Sondergenehmigungen der Naturschutzbehörde.